# 鳴尾八幡神社
鳴尾八幡神社（なるおはちまんじんじゃ）は、兵庫県西宮市にある神社。市内鳴尾地区における鎮守神として地域住民に信仰されている。社号については、単に八幡神社と称される場合もあり、入口の社号標には「八幡神社」と刻名されている。

## 歴史

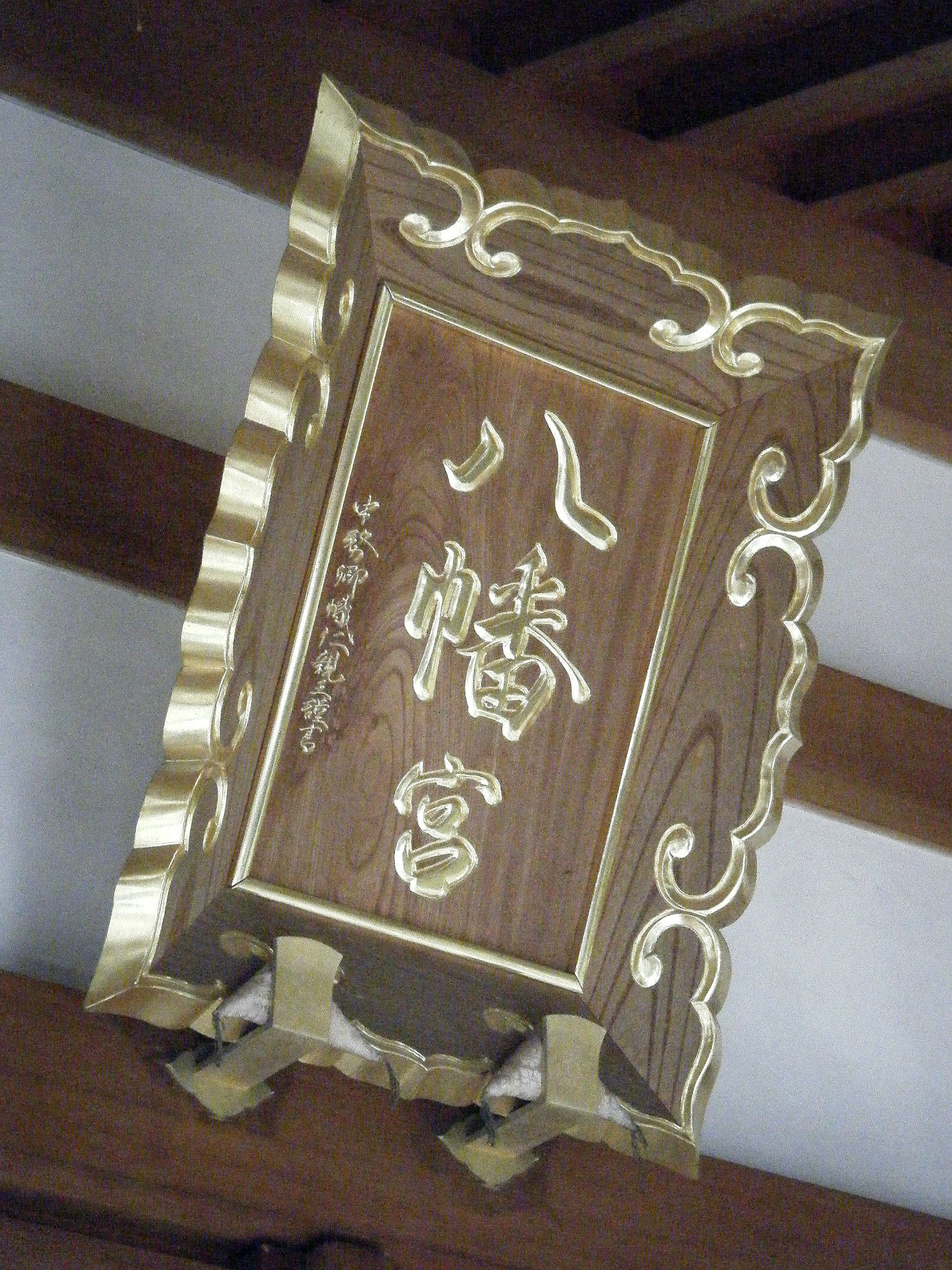
有栖川宮熾仁親王より奉献された勅額（複製）

創建は後花園天皇が在位した文安年間と伝えられている。旧称は廣幡八幡宮。
文明年間には鳴尾村を含む7村の総鎮守となり、本郷の宮と称された。また有栖川宮家より代々に渡り崇敬され、度々幣帛と御歌が寄進されている。
さらに1906年（明治39年）に公布された神社合祀令により、武庫郡鳴尾村の村社・総鎮守として、翌年から1912年（大正元年）にかけて砂浜神社など鳴尾村内の数社を合祀した。

### 年表
- 1811年（文化8年）、社殿を再建。拝殿は瓦葺で本殿は檜皮葺三間社[注 2]春日造という珍しい様式であった。
- 1873年（明治6年）8月、近代社格制度により村社に列せられる。
- 1995年（平成7年）、阪神・淡路大震災により本殿が全壊。
- 2000年（平成12年）3月、社殿を再建。
- 2018年（平成30年）9月、本殿屋根が台風により破損。
- 2021年（令和3年）12月26日、西宮神社の新宮司・吉井良昭氏が就任。
- 2022年（令和4年）6月16日、本拝殿屋根の修繕工事が完了。
- 2022年（令和4年）6月25日、仮本殿から本殿遷座祭を行う。

## 祭神
- 創建時の当神社は海に近く、また鳴尾の海が難所であったことなどから、祭神の多くは海に関わる神が祀られている。
- 社殿 - 主祭神：応神天皇、天照皇太神　配神：蛭子大神、春日大明神、岩屋大明神（伊耶那岐・伊耶那美）、氷室大明神、若宮大明神、素戔嗚尊、琴刀比羅神
- 境内社 - 詳細は後述の項目・境内各社を参照

## 祭事
- 1月1日 - 歳旦祭
- 3月25日 - 天満宮例祭
- 7月9日 - 夏祭
- 7月15日 - 猿田彦社祭
- 8月15日 - 慰霊祭
- 8月24日 - 子安社例祭
- 10月20日 - 秋祭
- 毎日9：30～ー日供祭（にっくさい）

## 境内

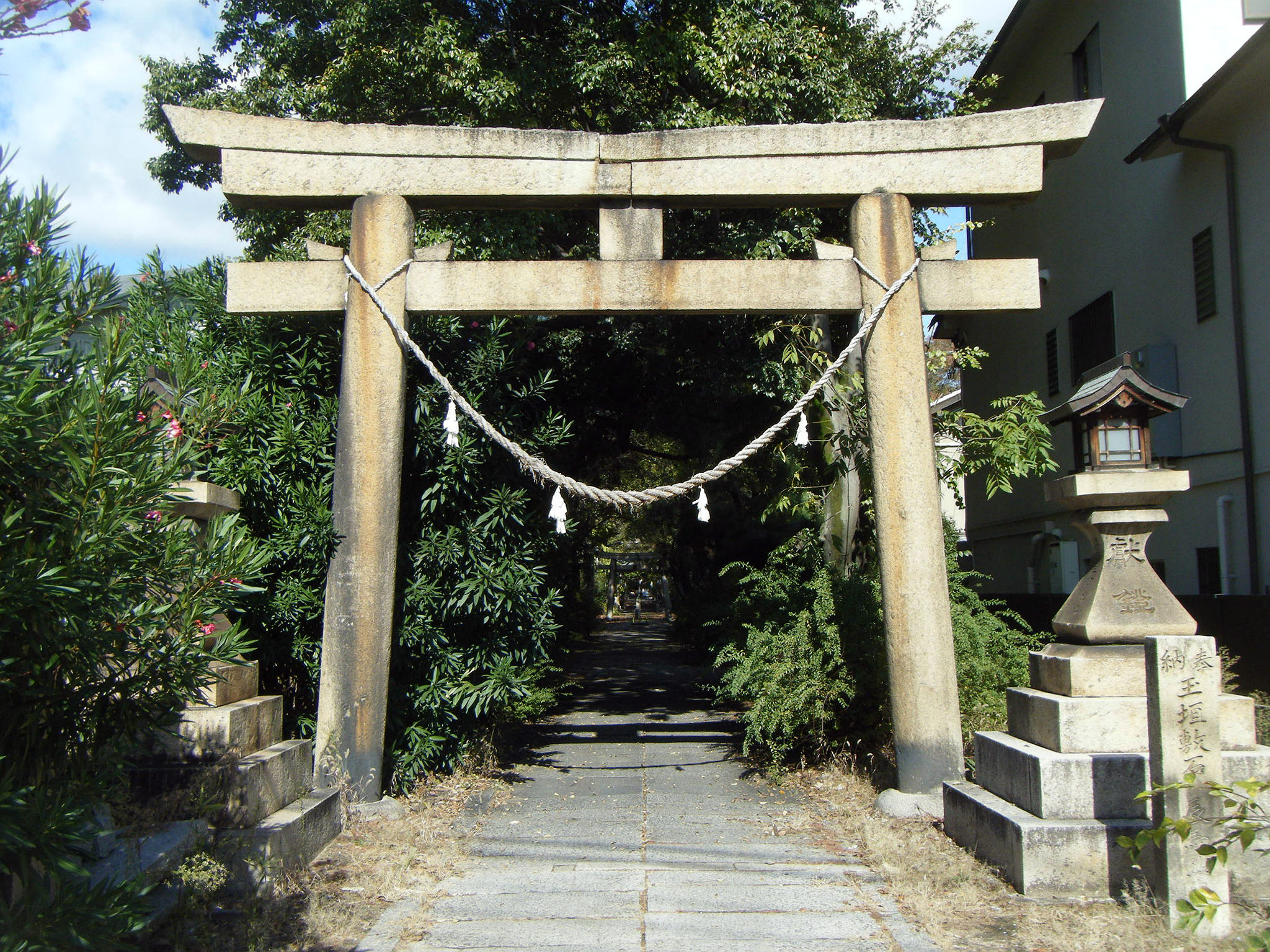
南側　鳥居

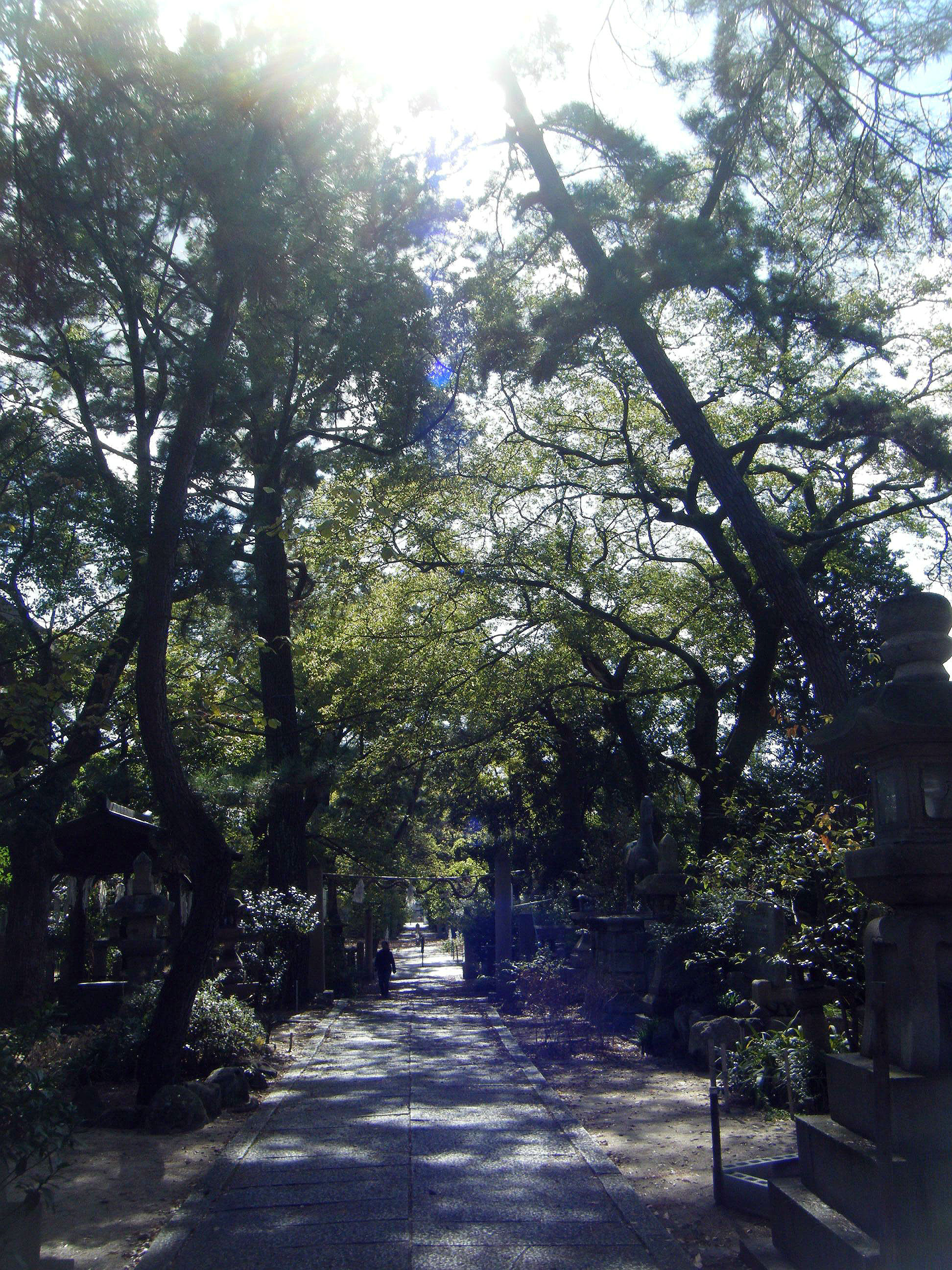
境内　参道

1400年頃より生えているとされるクロマツの巨木が茂る約2,000坪の境内は、西宮市の景観樹林保護地区に指定されている。南端の鳥居より社殿前まで約170mの参道が真直ぐに延びており、境内社や慰霊塔等が沿道に鎮座している。
社殿
木造銅板葺。阪神・淡路大震災により本殿が全壊し、2000年（平成12年）3月に再建された。拝殿に掲げられていた扁額は、1867年（慶応3年）11月、有栖川宮熾仁親王より奉献された勅額であったが、同震災による破損のため再建後は複製が掲げられている。

稲荷社
社殿前の参道西側にある。祭神は倉稲魂命。

天満宮
社殿前の参道西側、稲荷社の北隣にある。祭神は菅原道真。

猿田彦社
社殿前の参道西側、稲荷社の南隣にある。祭神は猿田彦大神、住吉大神、船玉大神、松尾大神、出雲大神、淡島大神、廣峯大神、多賀大神、多度大神、一目連大神。

子安社
第三鳥居（石橋）南の参道西側にある。祭神は木花咲耶姫命、磐長姫命、八意思兼神、八岐比古神、八岐姫神。

鳴尾　元戎社
例祭日九月十日
鳴尾には、西宮まで蛭児神を神輿に乗せた御神幸に際して、これに供奉した漁民たちの存在が伝えられている。この人々を太夫とよび、その代々の子孫は太夫の名乗りを継承した。太夫の家は七軒あったといわれる。戦災により寺や家々の過去帳が焼失したため、いまではどの家が太夫だったかはわからなくなったが、御神幸に参加した太夫たちの総代で「惣太夫」とよばれた家がある。（中略）戦前までは鳴尾の太夫たちも毎年五月十四日（旧暦）の西宮神社の御神幸式日に参加していたという。 この文中の「惣太夫」が今でもおこしや祭りに参加し、鳴尾名物であったスイカをお供えしているのだ。
慰霊塔
第二鳥居北の参道西側にある。1923年（大正12年）に除籍となった戦艦安芸の砲身が塔として建立されたもの。旧称は忠魂碑。当時の鳴尾村より出征した、日清戦争・日露戦争・大東亜戦争の戦死者を祀る。1941年（昭和16年）に公布された金属類回収令により2体の神馬像が武器生産のため供出されたが、慰霊塔は残された。
その他参道脇には、江戸時代の文人墨客が集った砂浜神社の名残りである「文房四神之碑」や、第七代西宮市長・辰馬龍雄と当時の鳴尾文化協会会長・東内三男の協力により建立された俳句塚、1936年（昭和11年）の耕地整理事業完成記念の神馬像などがある。

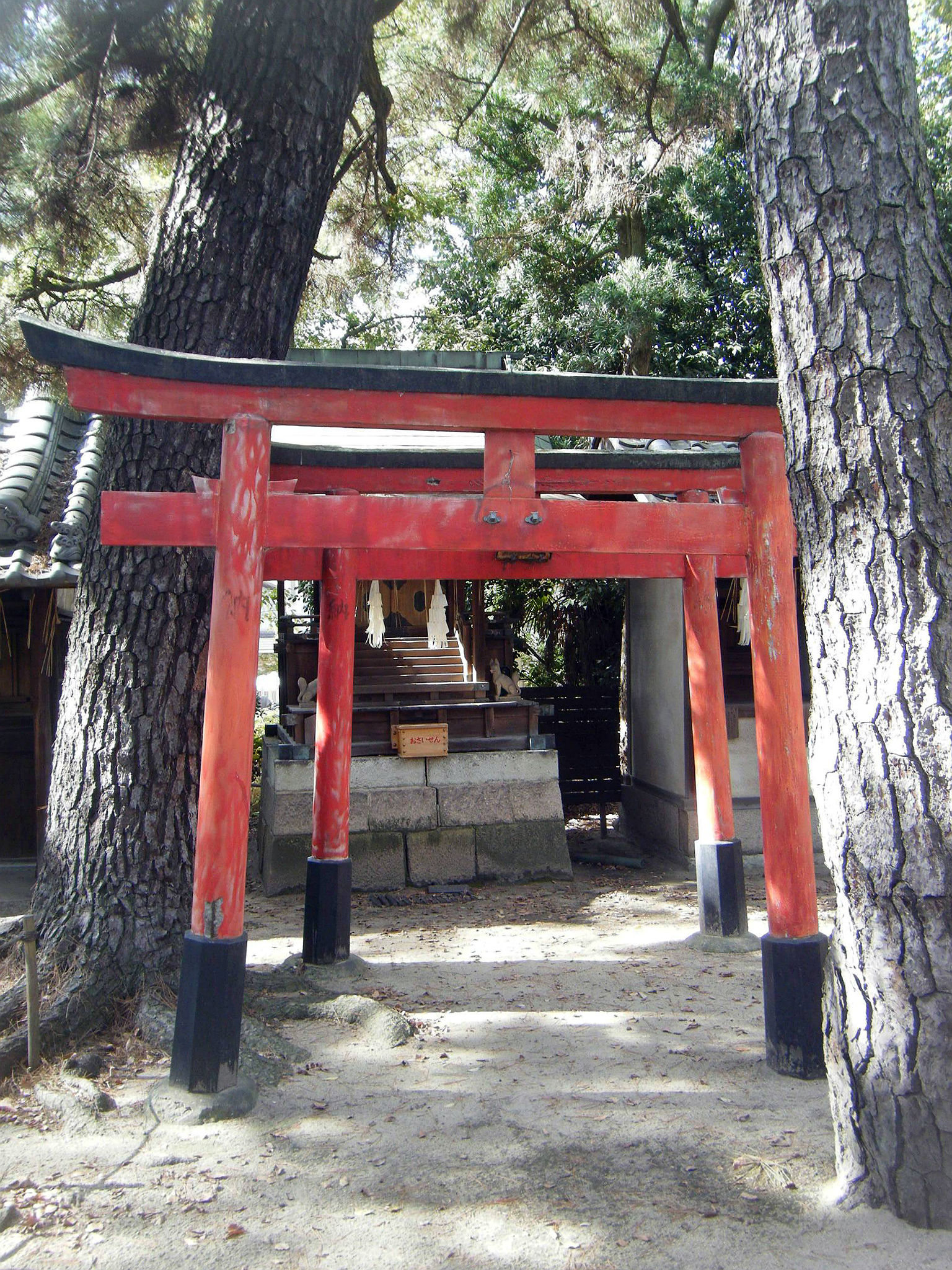
稲荷社
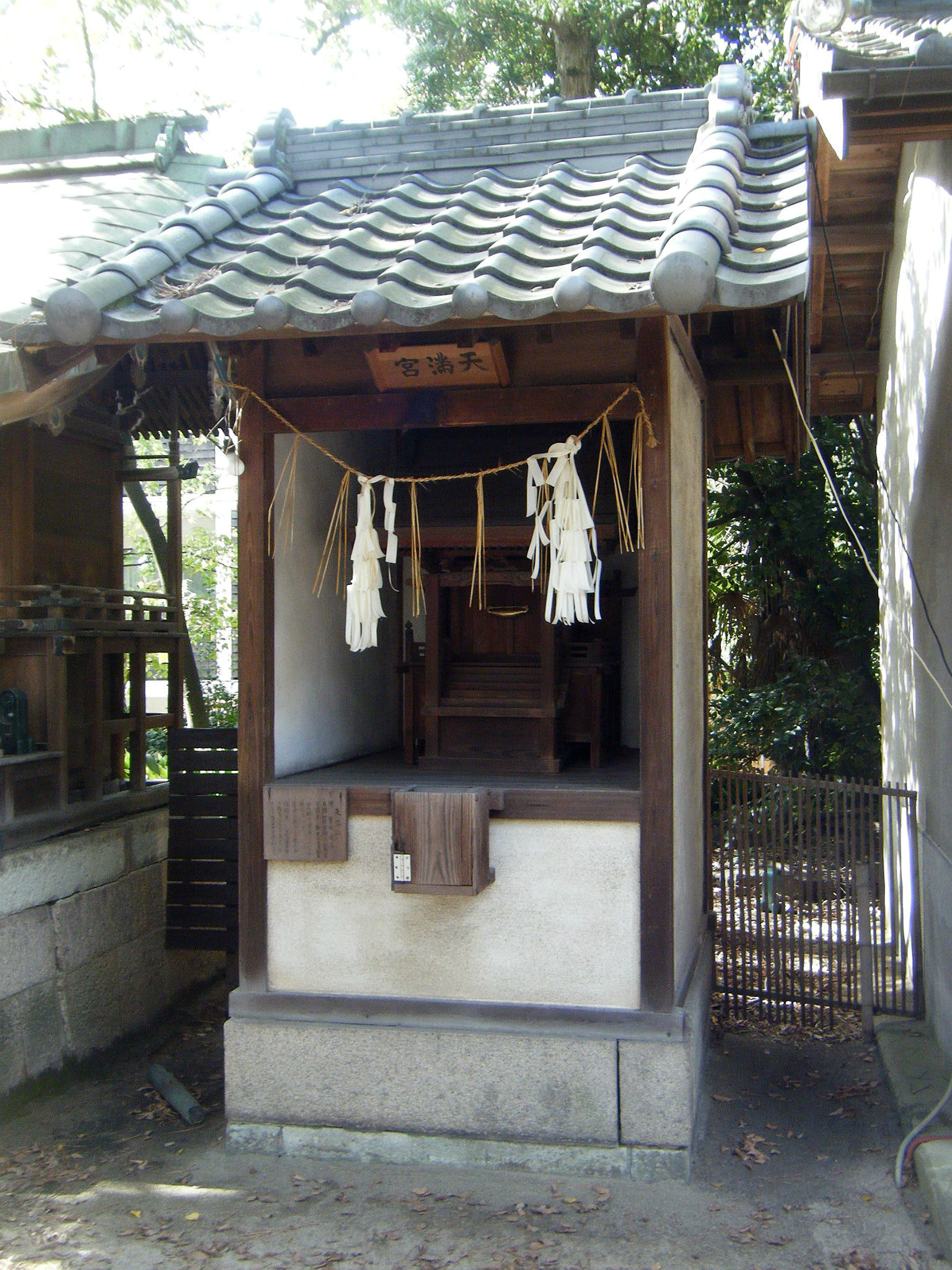
天満宮
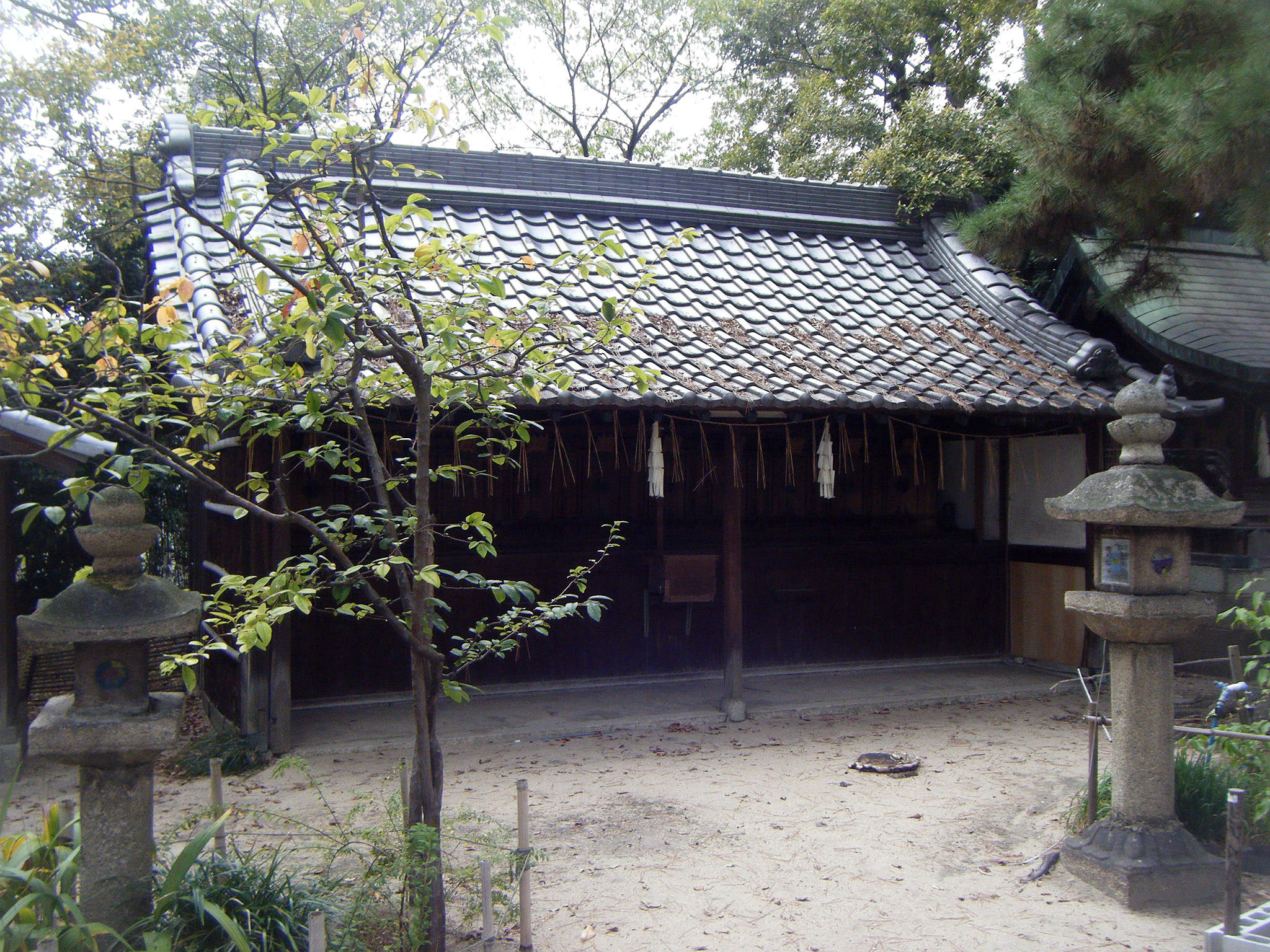
猿田彦社
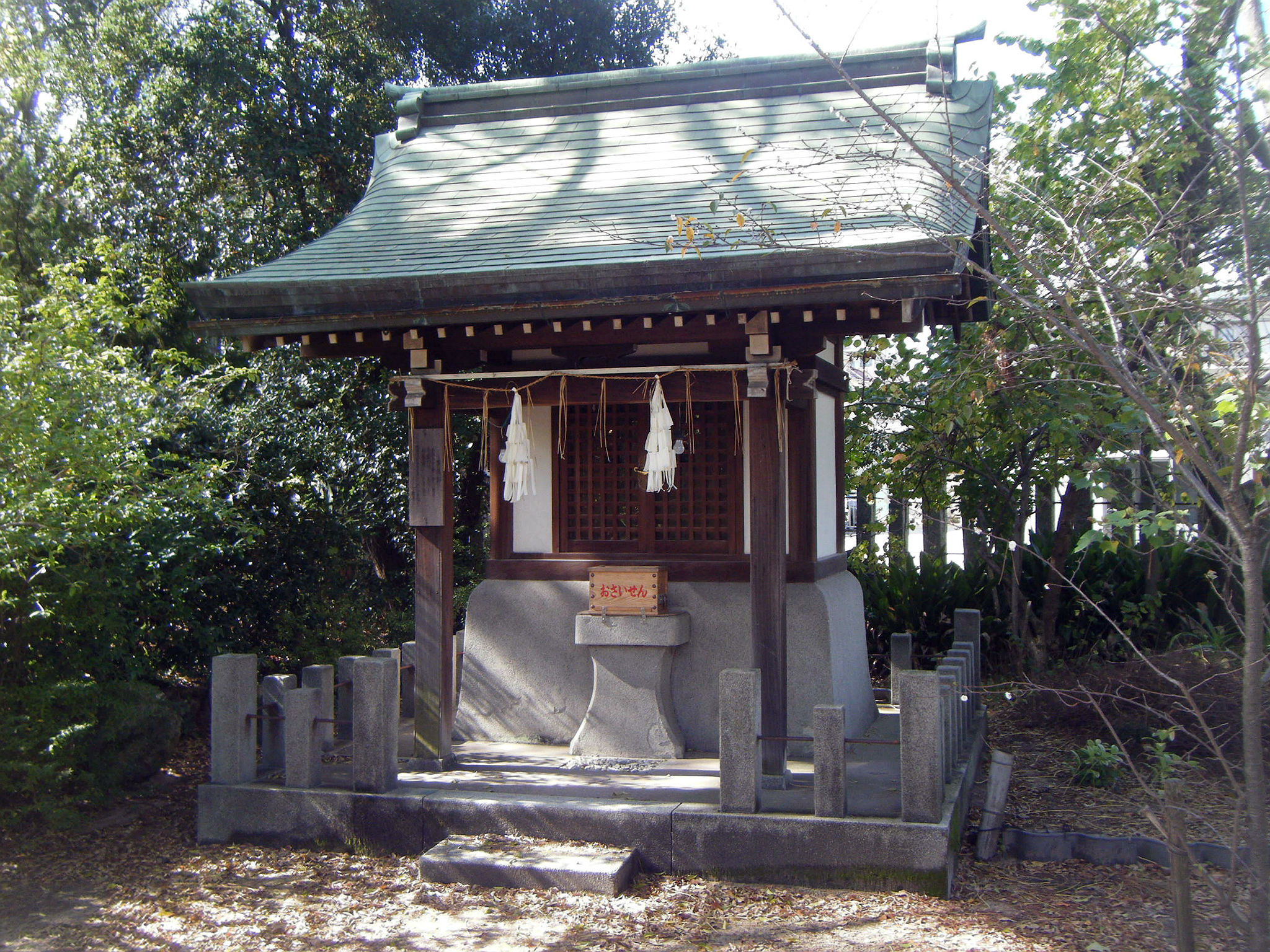
子安社
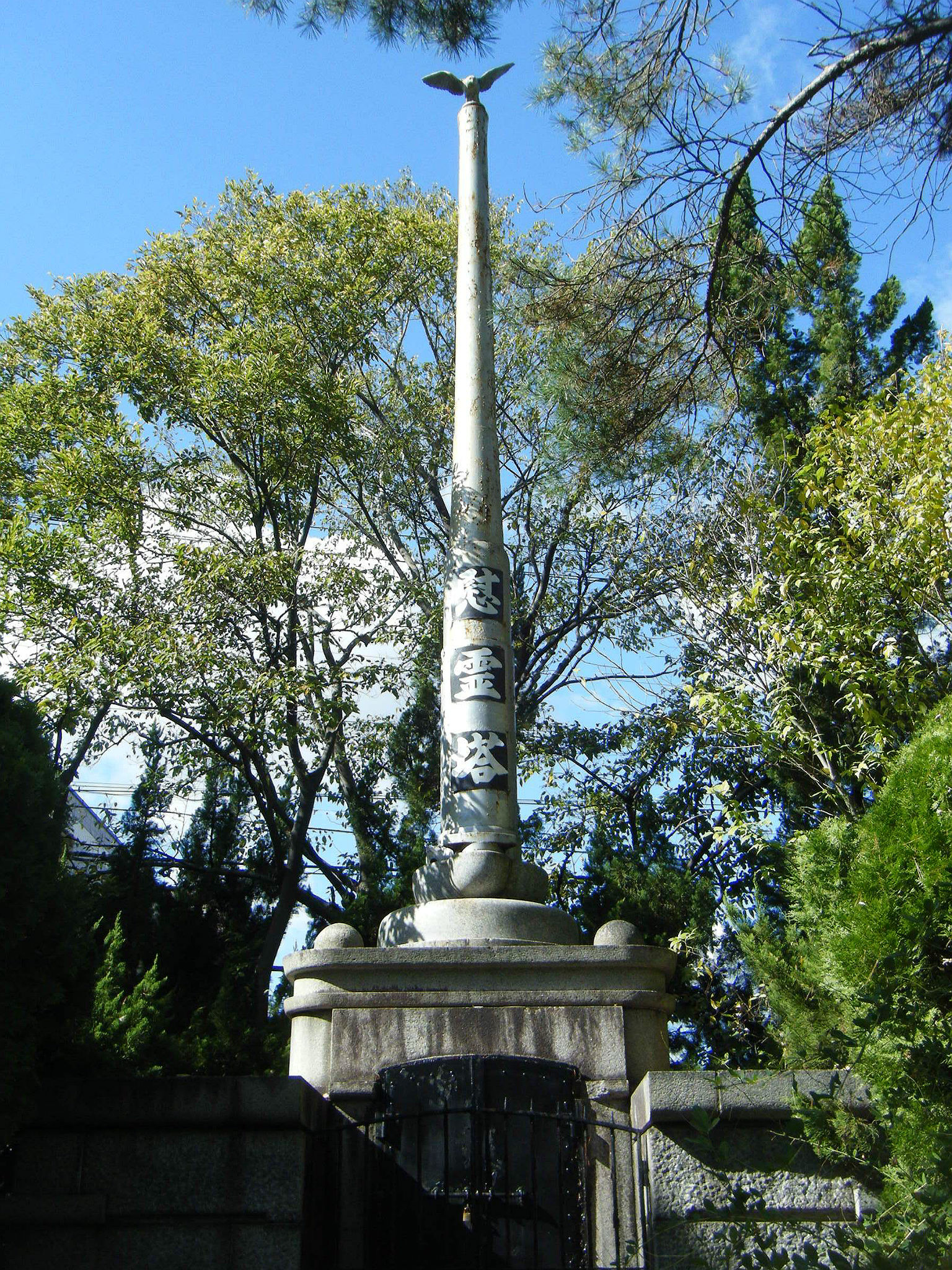
慰霊塔
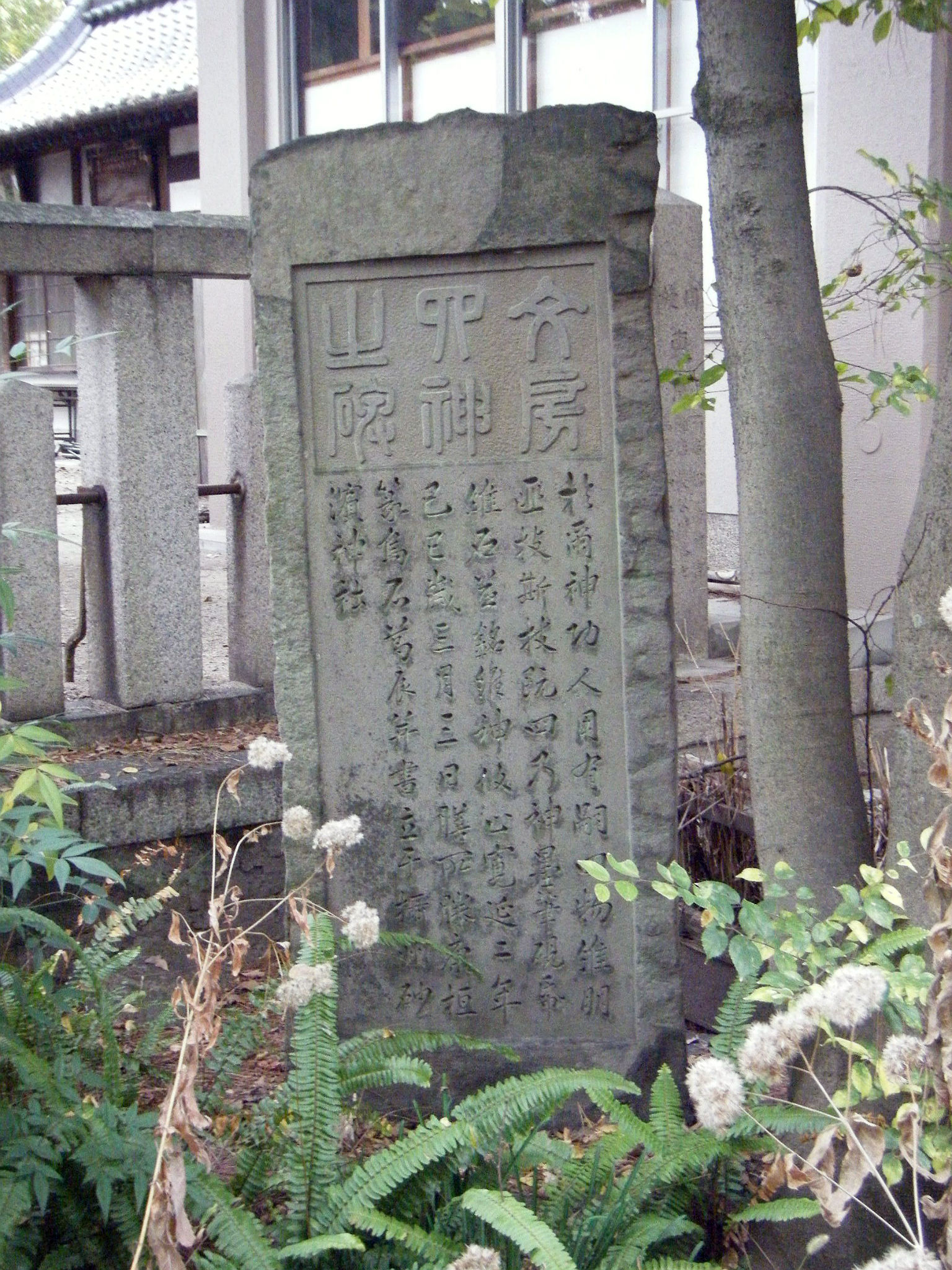
文房四神之碑
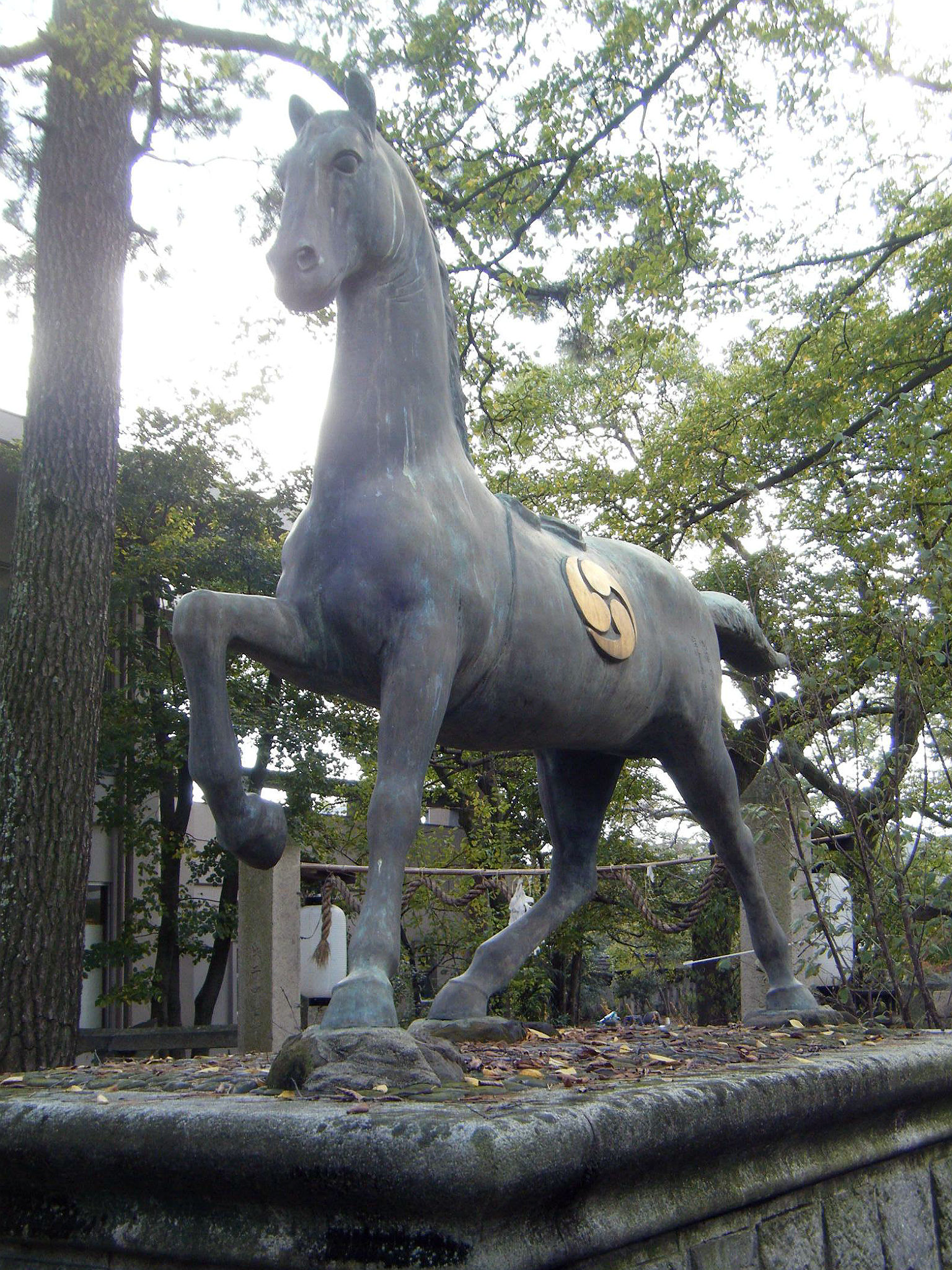
神馬像
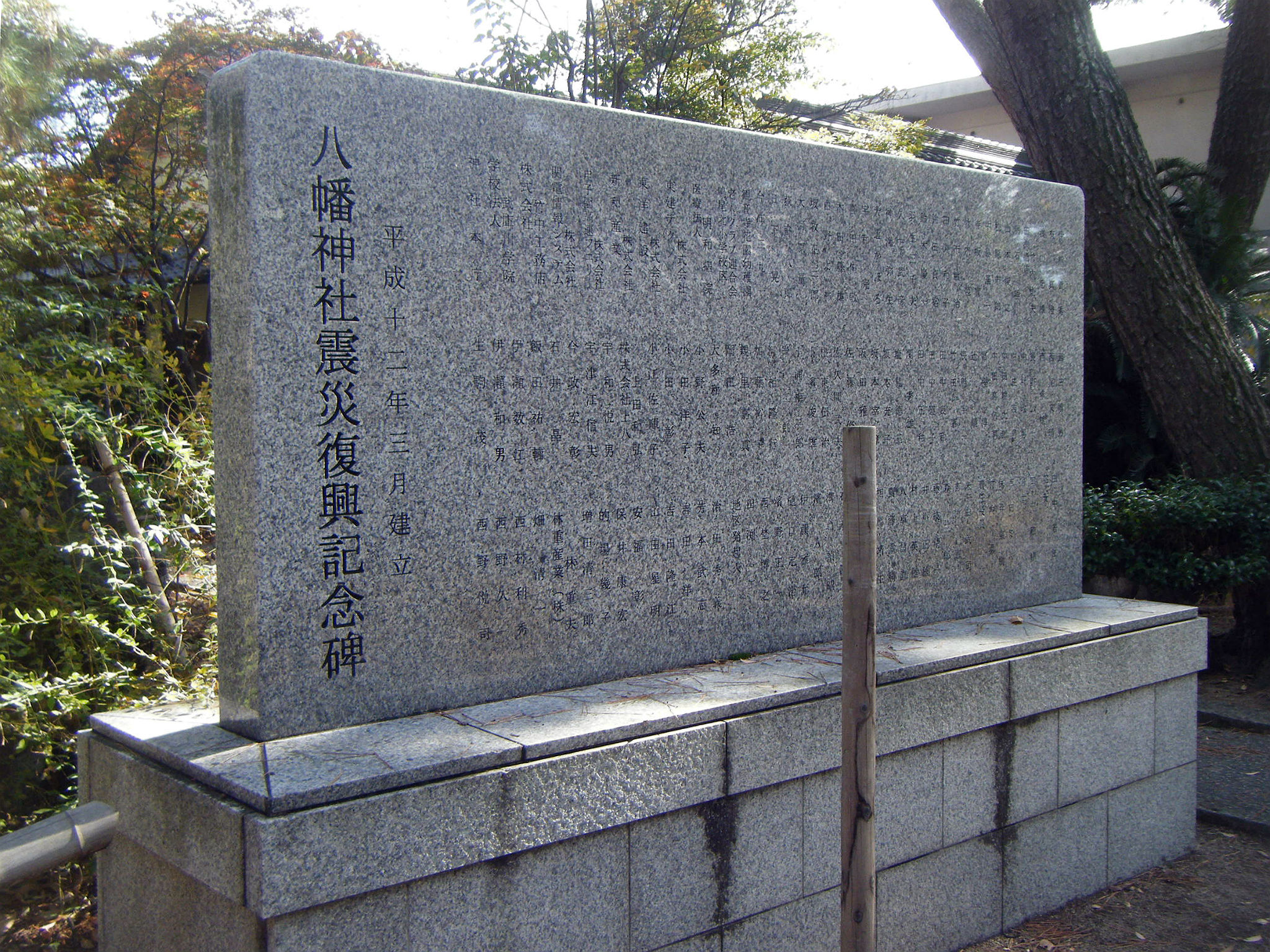
震災復興記念碑

## 交通
- 阪神鳴尾・武庫川女子大前駅下車　北西へ徒歩約3分
- 阪神甲子園駅下車　東へ徒歩約10分